# Лопеш, Фернан
Ферна́н Ло́пеш (порт. Fernão Lopes; ок. 1385 — после 1459) — «отец португальской историографии», центральная фигура португальской литературы XV века, один из крупнейших хронистов Португалии периода раннего этапа португальских географических открытий. Носил статус королевского хрониста при дворе короля Дуарте I. Автор труда «История Португалии» (порт. Corónica de Portugal ou Crónica Geral do Reino), дошедшего до нашего времени лишь во фрагментах.
Лопеш не получил формального образования. Его «История Португалии» написана простым, доходчивым языком. Почти на каждой странице автор подчёркивает своё происхождение из простого народа. Фернан Лопеш безусловно является пионером европейской средневековой историографии. В своей работе хронист повсеместно ссылается на источники, избегает непроверяемых заключений. Следующие поколения историков опирались уже на совсем другие традиции средневековой латинской схоластики.

## Происхождение и эпоха
Считается, что Фернан Лопеш родился между 1380 и 1390 годами. Он принадлежал к поколению, выросшему после смут Португальского междуцарствия, кульминацией которого стало Сражение при Алжубарроте. За время своей жизни Фернан Лопеш видел много действующих лиц Португальского междуцарствия, таких как короли Португалии Жуан I, Дуарте I и Афонсу V, национальный герой Нуну Алвареш Перейра, правитель Португалии Педру, герцог Коимбры. Неоднократные упоминания хрониста о простом происхождении косвенно подтверждаются данными о том, что один из родственников по материнской линии был сапожником. Служил придворным писцом, затем стал секретарём (порт. escrivão de livros) Жуана I, после чего был назначен личным секретарём (порт. escrivão de puridade) инфанта Фернанду.
На жизненный отрезок Фернана пришлось много социальных и политических событий португальской истории: утверждение Ависской династии, окончание Реконкисты, Битва при Сеуте, ознаменовавшая проникновение португальцев в Северную Африку, восстание Лиссабона против Элеоноры Арагонской, становление Педру, герцога Коимбры правителем Португалии, гражданская война между Педру и Афонсу V, Сражение при Алжубарроте, в котором погиб Педру, герцог Коимбры. Под конец своей жизни Фернан застал начало эры португальских географических открытий.
Как отмечал Питер Рассел, Лопеш, в отличие от большинства средневековых историков, широко использовал архивный материал в своих хрониках.

## Хранитель государственного архива

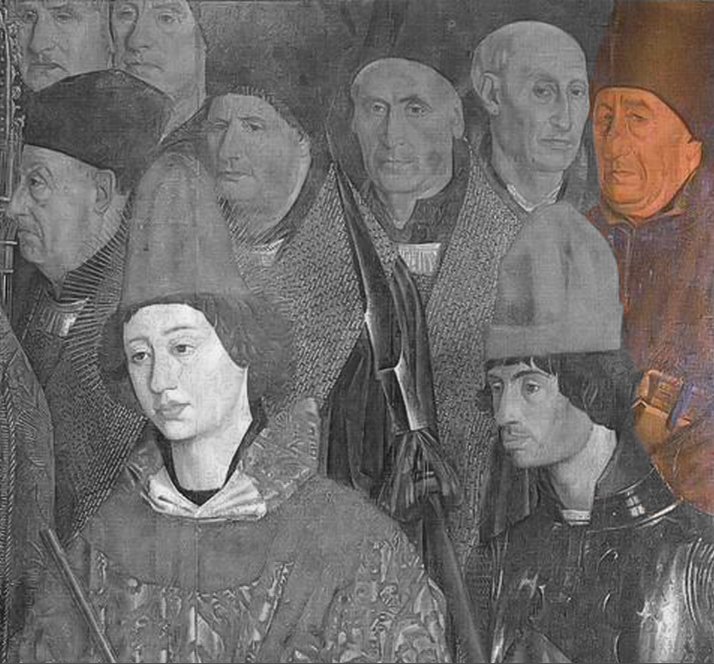
Фрагмент Полиптиха святого Винсентаса с предполагаемым портретом Фернана Лопеша

В 1418 году Фернан Лопеш был назначен Жуаном I главным хранителем (гуардиан-мор — порт. guardião-mor) государственного архива Торре ду Томбу. Известно, что в 1419 году Лопеш участвовал в составлении «Всеобщей хроники португальского королевства». Лопеш не был первым португальским хронистом. К одной из первых хроник относится «Общая хроника Испании 1344 года» — компиляция дона Педру Афонсу, 3-го графа де Барселуш (ок. 1285—1354), на галисийско-португальском языке. В 1434 году король Дуарте I назначил Лопеша первым официальным королевским хронистом (порт. cronista-mor). Первым королевским наказом было создать историю португальских монархов. Фернану Лопешу принадлежат по крайней мере три хроники царствований: короля Педру I (охватывающая годы 1357—1367), короля Фернанду I (1367—1385), 1-ю и 2-ю хроники царствования Жуана I, охватывающие годы 1385—1412 (последнюю хронику допишет последователь и ученик Фернана — Гомеш Эанеш де Зурара). Современные исследователи склоняются к тому, что хроники Нуну Алвареша Перейры и хроники ранних португальских королей также вышли из-под пера Фернана Лопеша.

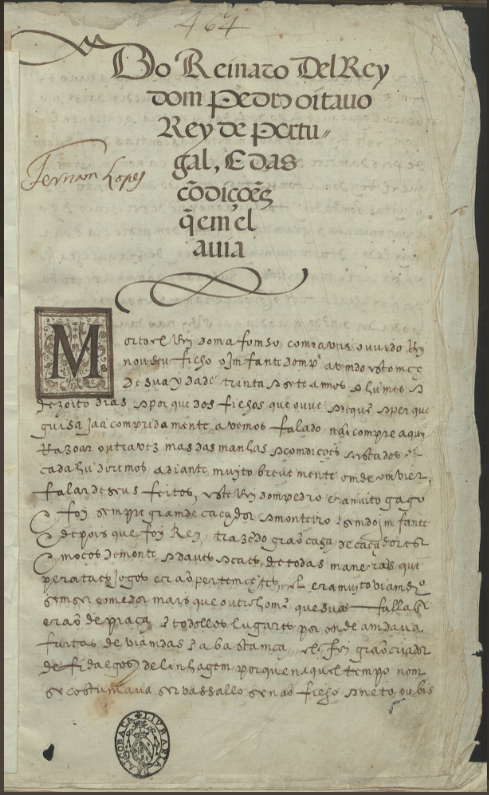
Первый лист «Хроники Дона Педру»

Отрывок из Введения к «Хронике Д. Жуана I»: «<…> ложь в этом томе очень далека от наших устремлений. О, с какой заботой и старанием мы просматривали огромные тома книг на разных языках и из разных земель, а также и государственные документы из многих архивов и других мест, на основе которых после долгих бодрствований и больших трудов мы совершенно убедились в достоверности того, что содержится в этом сочинении».
Фернан Лопеш оставил пост хранителя государственного архива по причине преклонного возраста в конце 1440-х годов, поскольку известно, что в 1449 году этот пост занимал молодой Гомеш Эанеш де Зурара. Фернан Лопеш умер после 1459 года.
Существует мнение, что многие португальские хронисты XVI века, такие как Дуарте Галван и Руй де Пина (порт. Ruy de Pina) просто компилировали многочисленные наброски Фернана Лопеша.

## Место в португальской литературе
Фернан Лопеш назван «отцом португальской историографии» и расценён в качестве центральной фигуры португальской литературы XV века. По словам Е. М. Вольф, с его именем связано формирование языка португальской прозы как документальной, так и художественной. Историческая проза сыграла особую роль в формировании португальского литературного языка, а «автор исторических хроник — Фернан Лопеш — был первым писателем прозаиком». О. А. Овчаренко писала: «Наиболее значительным достижением португальской литературы Предвозрождения, на наш взгляд, стали исторические хроники Фернана Лопеша и его последователей Гомеша Эанеша Зурары и Руя де Пины». Ф. Лопеш справедливо считается одним из виднейших португальских писателей. В его хрониках появляются зачатки психологизма, особенно это относится к характерам таких исторических деятелей, как Леонор Телеш и короли Педру, Фернанду и Жуан I. Сочинения Лопеша стали основой «Хроники дона Афонсу Энрикеша», которую король Дон Мануэл Дуарте повелел отредактировать Галвану. Эта редакция послужила источником фактического материала для октав 30-й — 84-й песни III «Лузиад» Луиша де Камоэнса. Скульптура Фернана Лопеша заняла место на пьедестале памятника Камоэнсу среди виднейших представителей науки и культуры той эпохи.

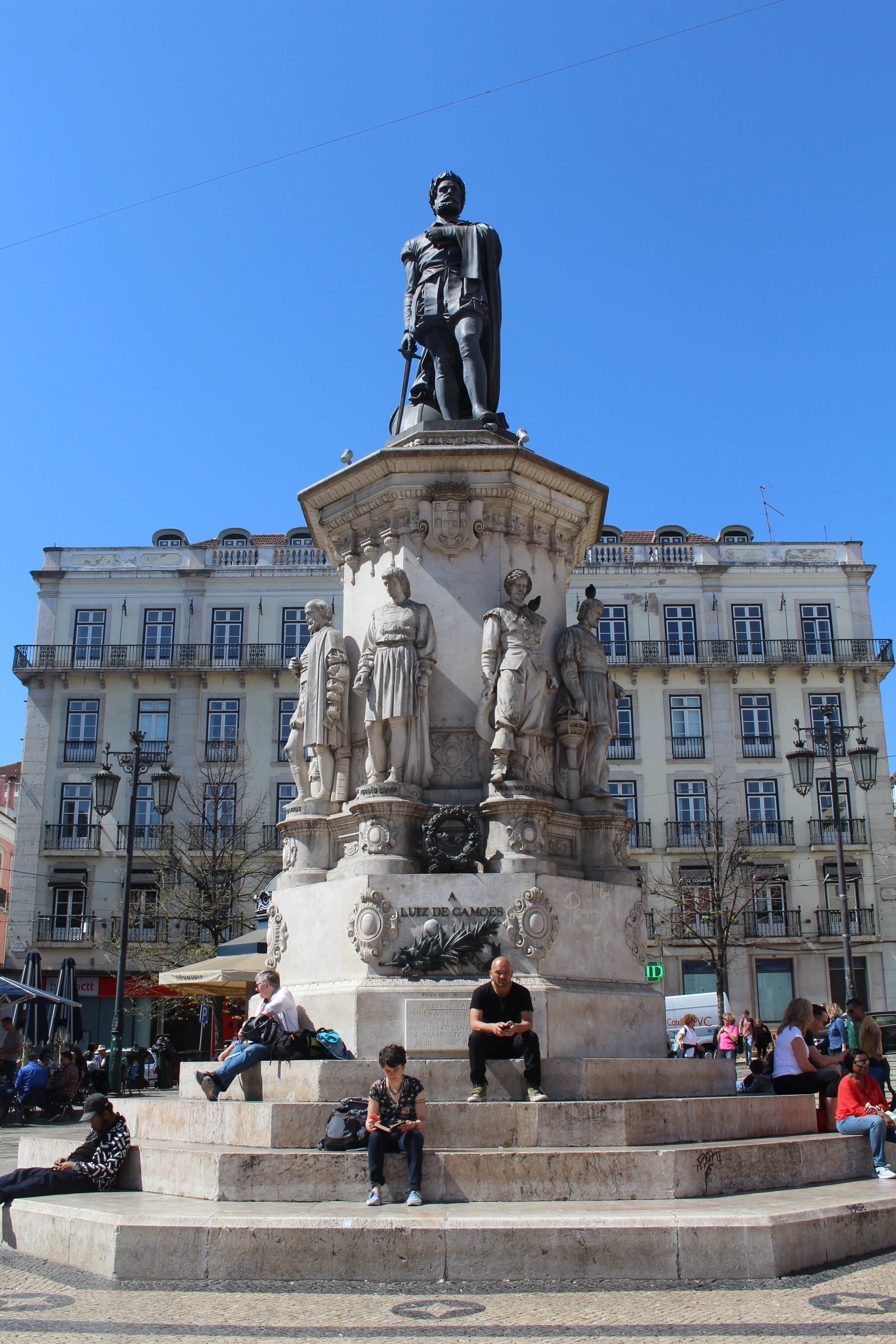
Скульптура Фернана Лопеша на пьедестале памятника Камоэнсу в Лиссабоне (между Баррушем и Корте Реалом), 1867

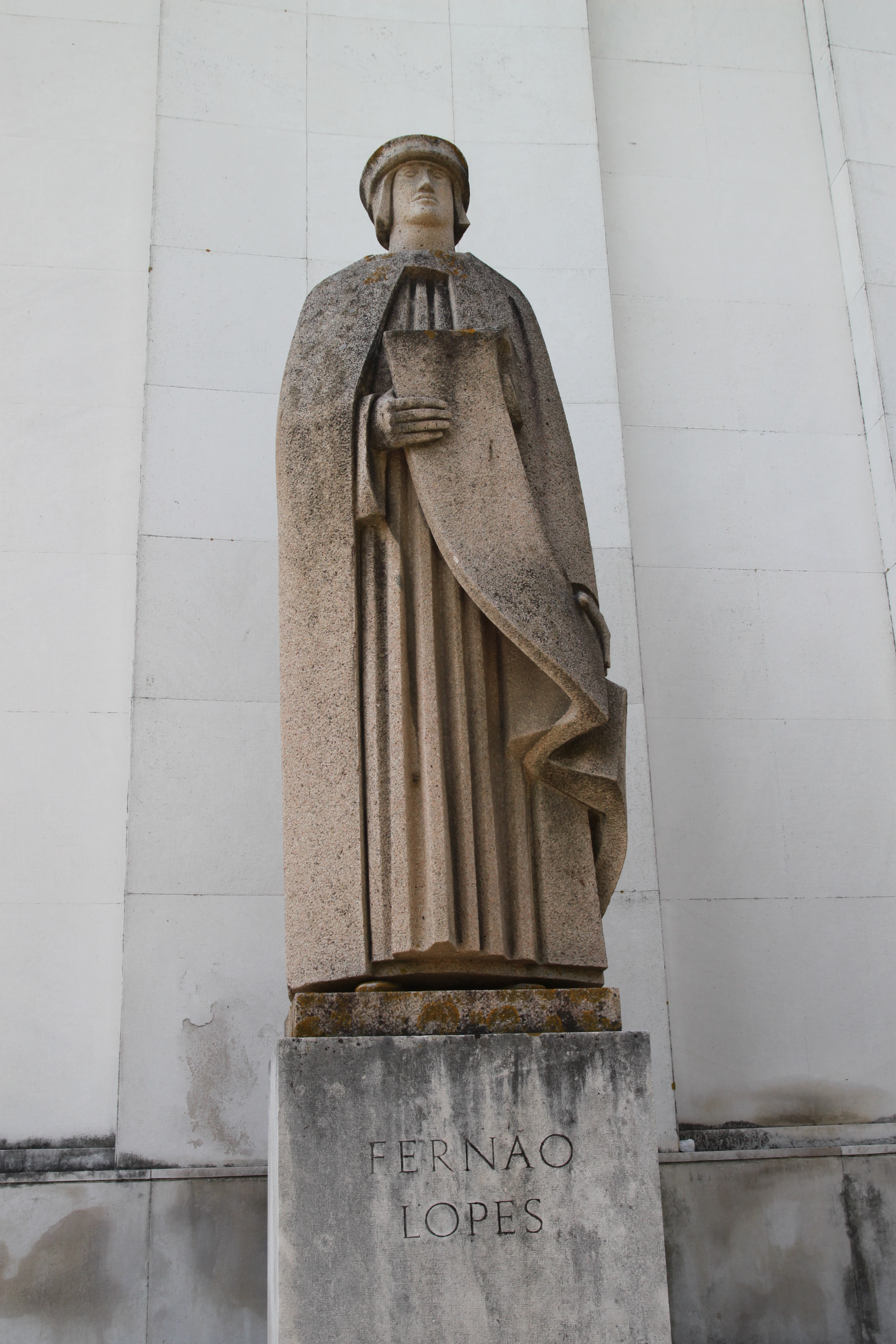
Скульптура Фернана Лопеша у здания Национальной библиотеки Португалии в Лиссабоне

В развитии письменно-литературного португальского языка большое значение имела Королевская канцелярия. В XV веке к её деятельности были причастны выдающиеся деятели культуры, с их помощью составлялись трактаты, документы, хроники, своды законов, выполнялись переводы. Ведущую роль в работе канцелярии исполняли нотариусы, и одним из них был знаменитый португальский историк Фернан Лопеш. Е. М. Вольф писала, что Ф. Лопеш был первым португальским прозаиком, который создал свой индивидуальный слог, характеризующийся строгостью и простотой, полемической манерой повествования, экспрессивностью и нередко иронической интонацией. Стиль Ф. Лопеша свидетельствует о высокой культуре автора, знании предшествующей как историографической, так и религиозной литературы, стилей античных авторов, среди которых выделяется Цицерон; великолепном чувстве книжного и разговорного португальского языка. Е. М. Вольф цитировала монографию А. Ж. Сарайвы и О. Лопеша: «Фернан Лопеш является последним великим представителем искусства средневековой литературы, предназначенной скорее для устного рассказа на публику, чем для индивидуального чтения». Е. М. Вольф привела мнение исследователя стиля Ф. Лопеша М. де Родригеша Лапы о том, что «историк сумел придать своим замечательно правдивым сочинениям живой облик народного рассказа (conto popular), который ведётся вслух, в кругу друзей <…>». «В языке Ф. Лопеша отразился период максимального сближения языка художественной литературы с обиходно-разговорной речью. <…> Язык и стиль Ф. Лопеша и в наши дни считаются образцовыми; сочетание простоты и в то же время эмоциональности изложения, характерное для „отца португальской историографии“, не было превзойдено историками более позднего времени».
Один из примеров из хроники о Доне Педру I: «Он никогда из-за пустяков не шёл войной на своих врагов, но <…> всегда старался жить с ними в согласии».

## Работы

### Работы, наверняка принадлежащие
Работы, датируемые 1430—1440 годами, оригиналы не дошли до нашего времени, впервые опубликованы в XVII—XVIII веках на основе копий XVI века:
- «Хроника короля Педру I» (порт. Crónica de el-rei D. Pedro) — впервые опубликована в 1816 году редактором Коррейей да Серра (порт. Correia da Serra): порт. Collecção de livros ineditos de historia portugueza, Vol.IV  Lisbon: Academia das Ciências de Lisboa[16].
- «Хроника короля Фернанду I» (порт. Crónica de el-rei D. Fernando) — впервые опубликована в 1816 году редактором Коррейей да Серра (порт. Correia da Serra): порт. Collecção de livros ineditos de historia portugueza, Vol.IV  Lisbon: Academia das Ciências de Lisboa
- «Хроника короля Жуана I», часть 1-я и часть 2-я (порт. Chronica del Rey D. Ioam I de Boa Memoria, e dos Reys de Portugal o Decimo, Primeira Parte, em Que se contem A Defensam do Reyno até ser eleito Rey & Segunda Parte, em que se continuam as guerras com Castella, desde o Principio de seu reinado ate as pazes) — впервые опубликована в 1644 году: порт. Lisbon: A. Alvarez

### Работы, приписываемые
Работы, в разное время приписываемые (с той или иной долей вероятности) Фернану Лопешу:
- «Хроника королевства Португалия» (порт. Corónica de Portugal ou Crónica Geral do Reino) — хроника существовала в XV веке[17]; с тех пор считается утерянной. Некоторые исследователи предполагают, что фрагменты хроники вошли в произведения более поздних историков Дуарте Галвана и Роя де Пина.
- «Хроника первых пяти королей Португалии» (порт. Crónica dos Cinco Reis de Portugal) — фрагменты хроники обнаружены в 1945 году в Муниципальной Библиотеке Порту (порт. Biblioteca Municipal do Porto)[4].
- «Хроника первых семи королей Португалии» (порт. Crónica dos Sete Primeiros Reis de Portugal), другое название: «Хроника 1419 года» (порт. Crónica de Portugal de 1419) — хроника обнаружена в архивах замка Кадавал (порт. Casa Cadaval)[4].
- «Хроника Нуну Алвареша Перейры» (порт. Coronica do condestabre de purtugall Nuno aluarez Pereyra), впервые опубликована в 1526 году в Лиссабоне.